# Xe tăng siêu trọng

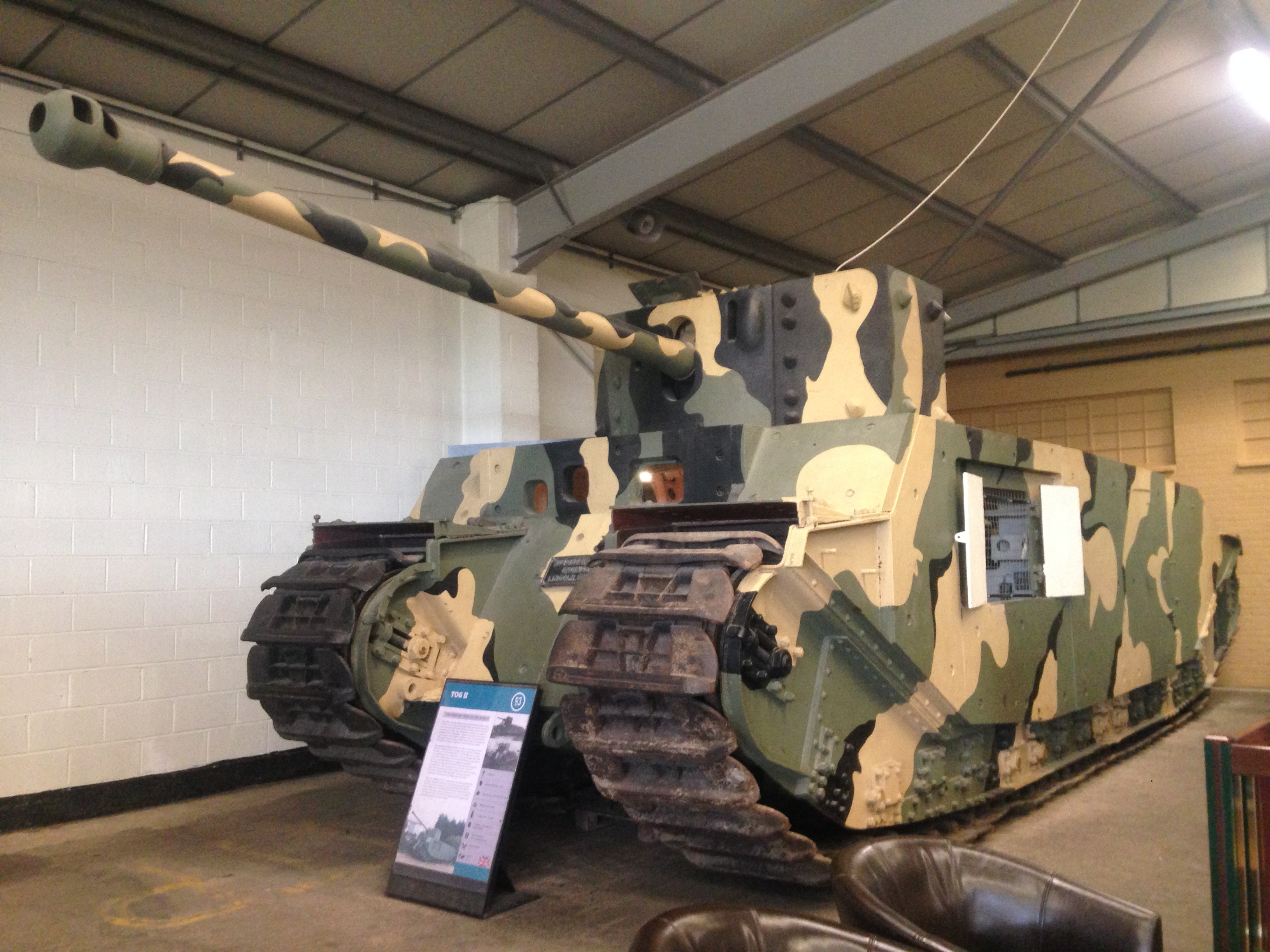
Xe tăng siêu trọng TOG-2 của quân Anh

Xe tăng siêu trọng là một định nghĩa nói về các loại xe tăng có kích cỡ và trọng lượng rất lớn (thường trên 75 tấn), cũng như cỡ nòng rất lớn (trên 100mm). Chúng được thiết kế nhằm tấn công trực diện, tiêu diệt nhiều cụm xe tăng quân địch. Trong lịch sử chiến tranh, có nhiều nước đã tham gia phát triển các loại tăng siêu trọng, nhưng không có bằng chứng nào chứng tỏ chúng đã từng tham gia chiến đấu.

## Lịch sử

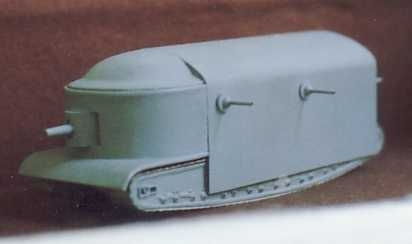
Mẫu Flying Elephant của quân Anh

Thử nghiệm đầu tiên về tăng siêu trọng bắt đầu ở Anh vào thời kì thế chiến I, khi quân Anh cố chế tạo chiếc Flying Elephant để phá vỡ phòng tuyến của quân địch nhanh chóng và hiệu quả hơn.
Trong thế chiến II, Đức là nước chế tạo xe tăng siêu trọng và đưa vào sử dụng các dự án nhiều nhất. Vào cuối thế chiến II, Adolf Hitler tung ra kế hoạch sản xuất tăng siêu trọng gồm Maus (188 tấn),Panzerkampfwagen E-100 (140 tấn), Landkreuzer P. 1000 Ratte (1000 tấn), Landkreuzer P. 1500 Monster (1500 tấn). Các nước Anh, Pháp, Mỹ cũng có thiết kế những loại pháo tự hành và xe tăng có trọng lượng trên 50 tấn, nhưng tất cả chỉ tương đương với pháo tự hành Jagdtiger của Đức Quốc xã.
Tuy nhiên, trong suốt thời gian thế chiến, chỉ có một vài mẫu tăng siêu trọng được hoàn thành, số còn lại đều bị hủy bỏ sau cuộc chiến.
Thời kì chiến tranh lạnh, Liên Xô có thiết kế thêm một vài mẫu tăng siêu trọng nữa, tuy nhiên do sự bất tiện và tốn chi phí nên Liên Xô đã quyết định hủy bỏ tất cả. Mặc dù là hạng siêu trọng theo quy ước Liên Xô nhưng các loại tăng siêu trọng này chỉ được xếp vào loại tăng hạng nặng theo quy ước Anh và Mỹ.

## Danh sách các loại xe tăng siêu trọng
Mỹ:
- Pháo chống tăng T-28: 86 tấn, 2 mẫu được sản xuất.

 Anh:
- Tăng TOG-1: 80 tấn, 1 mẫu được sản xuất.
- Tăng TOG-2: 80 tấn, 1 mẫu được sản xuất.
- Pháo tự hành xung kích Tortoise: 78 tấn, 6 mẫu được sản xuất và thử nghiệm.
- Flying Elephant (chưa rõ loại): dự án trong thế chiến I, nặng 100 tấn, không có mẫu nào được sản xuất.

 Pháp:

Xe tăng siêu trọng FCM-F1

- Xe tăng Char 2C: 69 tấn, 10 chiếc được sản xuất vào năm 1920.
- Xe tăng FCM F1: 139 tấn, không có mẫu nào được sản xuất.

 Đức Quốc xã:
- Xe tăng K-Wagen: 120 tấn, không có mẫu nào được sản xuất.
- Xe tăng Panzer VII Löwe: 76-90 tấn, không có mẫu nào được sản xuất.
- Xe tăng Panzer VIII Maus: 188 tấn, hai chiếc được sản xuất.
- Xe tăng Panzerkampfwagen E-75: 95 tấn, thiết kế để thay thế Tiger II, không có mẫu nào được sản xuất.
- Xe tăng Panzerkampfwagen E-100: 140 tấn, bị hủy bỏ ngay sau khi hoàn thành hai chiếc Maus, một khung tăng lắp ráp được hoàn thành.
- Xe tăng Landkreuzer P. 1000 Ratte: 1000 tấn, 1 tháp pháo hoàn thành, được dùng làm tháp canh bờ biển.
- Pháo tự hành Landkreuzer P. 1500 Monster: 1500 tấn, 1 bộ xích hoàn thành.

 Liên Xô:
- Xe tăng Grote (TG-5 và T-42): 100 tấn, trang bị pháo chính 107mm và bốn tháp pháo phụ.Không có mẫu nào được sản xuất.[1]
- Xe tăng KV-4: 97-107 tấn, trang bị pháo chính 107mm, bị hủy bỏ ngay sau sự kiện Đức xâm lược Liên Xô năm 1941.[2]
- Xe tăng KV-5: 100 tấn, trang bị pháo chính 107mm và ba tháp pháo phụ, không có mẫu nào được sản xuất.

 Nhật Bản:

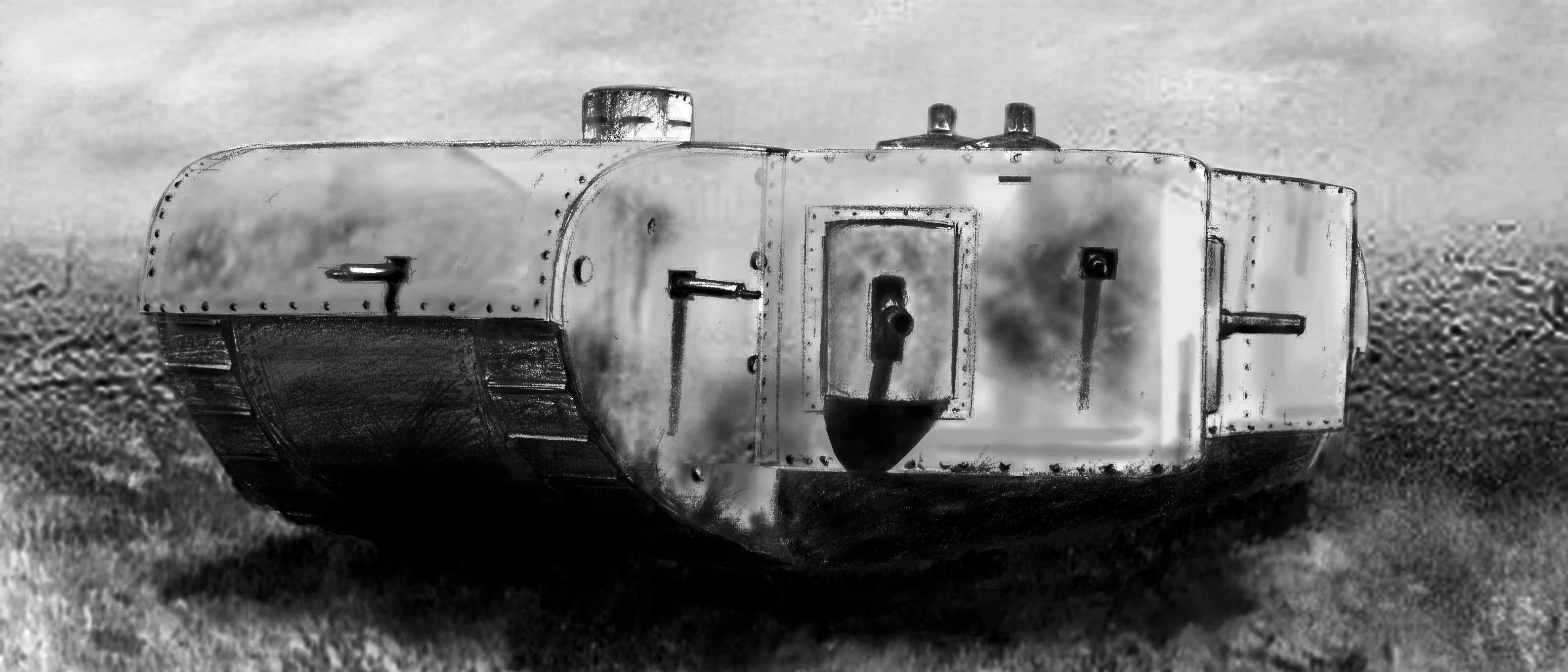
Xe tăng siêu trọng K-Wagen

- Xe tăng O-I: 100-120 tấn, một chiếc được sản xuất và đưa đến Manchuria.
- Sê-ri xe tăng siêu trọng Ultra: các biến thể khác của xe tăng siêu trọng O-I.